# Slammy Award
Os Slammy Awards ("Prêmios Slammy") é um conceito usado pela WWE, antes conhecida como World Wrestling Federation (WWF), no qual prêmios, similares ao Óscar e ao Grammy Award, são entregues a lutadores e personalidades da WWE. Já ocorreram 13 edições do evento, com as duas primeiras em 1986 e 1987. Após um hiato de sete anos, o conceito retornou em 1994 como um episódio especial do WWF Mania. A cerimônia voltou a acontecer em 1996 e 1997 em forma de um banquete. O conceito foi novamente colocado de lado, retornando somente em 2008 quando tornou-se um evento anual. Os vencedores do prêmio recem uma estátua que retrata um lutador segurando outro sobre a cabeça.

## Resultados de 2008
| Categoria                     | Apresentador                  | Ganhador |
| ----------------------------- | ----------------------------- | --- |
| Superstar do Ano              | Stephanie McMahon             | - Batista - Chris Jericho - Edge - Jeff Hardy - John Cena - Triple H |
| Luta do Ano                   | Mr. Kennedy e Eve Torres      | - Edge vs. The Undertaker em uma Hell in a Cell no SummerSlam - Money in the Bank no WrestleMania XXIV - Luta Royal Rumble de 2008 - Ric Flair vs. Shawn Michaels no WrestleMania XXIV                                                       |
| Diva do Ano                   | Melina e Theodore Long        | - Beth Phoenix - Kelly Kelly - Michelle McCool - Mickie James |
| Momento "Oh Meu Deus" do Ano  | Joey Styles e Alicia Fox      | - Retorno de John Cena no Royal Rumble - CM Punk utilizando contrato Money in the Bank em Edge e conquistando o World Heavyweight Championship - Floyd Mayweather, Jr. quebra o nariz de Big Show - The Undertaker manda Edge para o inferno |
| Casal do Ano                  | Kelly Kelly e Kane            | - Edge e Vickie Guerrero - Finlay e Hornswoggle - Santino Marella e Beth Phoenix - William Regal e Layla |
| Dupla do Ano                  | Festus e Maria                | - Carlito e Primo - Cryme Tyme (Shad Gaspard e JTG) - John Morrison e The Miz - Priceless (Cody Rhodes e Ted DiBiase) |
| Movimento Especial do Ano     | Cryme Tyme e Candice Michelle | - Hell's Gate (The Undertaker) - Shooting Star Press (Evan Bourne) - RKO (Randy Orton) - Soco (Big Show) |
| Momento "DAMN!" do Ano        | Ron Simmons e Mickie James    | - Câmera do beijo de The Great Khali - CM Punk ataca Chavo Guerrero disfarçado de mariachi - Jim Ross vestido de marinheiro - Santino Marella tenta imitar a entrada de Melina                                                               |
| Momento Extremo do Ano        | Matt Hardy e Tiffany          | - Chris Jericho ataca Shawn Michaels com o Jeri-Tron - JBL joga John Cena no para-brisa de um carro - Jeff Hardy executando o Swanton Bomb em Randy Orton de 8 metros de altura - The Undertaker cai de uma escada em mesas                  |
| Melhor Imitação               | WWE.com                       | - Charlie Haas imitando Beth Phoenix - Charlie Haas imitando JBL - Charlie Haas imitando Hulk Hogan - Charlie Haas imitando Mr. Perfect |
| Melhor Segmento no WWE.com    | WWE.com                       | - Cryme Tyme com "Word Up!" - John Morrison e The Miz com "Dirt Sheet" - Santino Marella com "Santino's Casa" - Howard Finkel com "Out-think the Fink"                                                                                       |
| Revelação do Ano              | WWE.com                       | - Evan Bourne - Kofi Kingston - Ted DiBiase - Vladimir Kozlov |
| Melhor Performance Musical    | WWE.com                       | - Edge cantando "Heaven" para Vickie Guerrero - Rap de John Morrison e The Miz - R-Truth com "What's Up?" - Santino Marella fazendo um rap para Akon                                                                                         |
| Melhor Dupla de Comentaristas | WWE.com                       | - Michael Cole e Jerry Lawler - Jim Ross e Tazz - Todd Grisham e Matt Striker |

## Resultados de 2009
| Categoria                    | Vencedor                                                                       |
| ---------------------------- | ------------------------------------------------------------------------------ |
| Superstar do Ano             | John Cena                                                                      |
| Luta do Ano                  | Undertaker vs. Shawn Michaels (WrestleMania XXV)                               |
| Diva do Ano                  | Maria                                                                          |
| Momento "Oh Meu Deus" do Ano | Michael Cole vomitando em Chris Jericho no aniversário de 10 anos do SmackDown |
| Raw Guest Host do Ano        | Bob Barker                                                                     |
| Dupla do Ano                 | Chris Jericho e Big Show                                                       |
| Momento Extremo do Ano       | Jeff Hardy pulando de cima de uma escada sobre CM Punk no SummerSlam           |
| Momento Chocante do Ano      | CM Punk força Jeff Hardy a deixar a WWE após uma Steel Cage Match              |
| Superstar Revelação do Ano   | Sheamus                                                                        |

## Resultados de 2010
O evento aconteceu em 13 de dezembro em Nova Orleãs.
| Categoria                                       | Apresentador                                   | Resultados |
| ----------------------------------------------- | ---------------------------------------------- | --- |
| Melhor Performance de uma Espécie Alada         | WWE.com                                        | - Frango do Raw |
| Melhor Uso de Equipamento de Ginástica          | WWE.com                                        | - Rosa Mendes usando um Shake-Weight |
| Corte de Cabelo Mais Ameaçador                  | WWE.com                                        | - Tyler Reks |
| Melhor Valor Familiar                           | WWE.com                                        | - Kane atacando Jack Swagger, Sr. |
| Superstar/Diva Que Mais Necessita de Maquiagem  | WWE.com                                        | - Sheamus |
| Cole in Your Stocking                           | WWE.com                                        | - Daniel Bryan atacando Michael Cole no NXT |
| Ilustre Realização em Aplicação de Óleo de Bebê | WWE.com                                        | - Cody Rhodes |
| Twitteiro Frequente                             | WWE.com                                        | - Goldust |
| Melhor Programa Exclusivo do WWE.com            | WWE.com                                        | - WWE NXT |
| Bordão Mais Irritante                           | WWE.com                                        | - Zack Ryder por "Woo Woo Woo You Know It." |
| Choque do Ano                                   | David Arquette                                 | - A estreia do The Nexus - The Miz se tornando Campeão da WWE - Paul Bearer traindo The Undertaker - Randy Orton chutando a cabeça de Chris Jericho |
| Prêmio Desprezível                              | Kelly Kelly e Tyson Kidd (com Jackson Andrews) | - CM Punk cantando "Parabéns Pra Você" para a filha de Rey Mysterio - Vince McMahon atacando Bret Hart - Drew McIntyre humilhando Theodore Long - Kane enterrando The Undertaker vivo |
| Momento do Guest Star do Ano                    | Santino Marella and Vladimir Kozlov            | - Pee-wee Herman vs. The Miz - Mike Tyson nocauteando Chris Jericho - Wayne Brady recebendo um RKO de Randy Orton - William Shatner cantando os temas de entrada dos lutadores |
| Movimento Holy %&^*&* do Ano                    | Jerry Lawler e Vickie Guerrero                 | - John Cena jogando Batista pelo palco com um Attitude Adjustment - John Morrison pula da estrutura do palco do Hell in a Cell em Daniel Bryan e The Miz - Kofi Kingston atacando Drew McIntyre com um leg drop de uma escada pela mesa dos comentaristas - Randy Orton acertando um RKO em Evan Bourne |
| Reação dos Fãs do Ano                           | David Arquette                                 | - "Angry Miz Girl" Cayley - Mulher chorando durante o discurso de despedida de Shawn Michaels - Homem chocado durante o Money in the Bank do SmackDown - Garoto chocado com John Cena sendo derrotado por Wade Barrett no Hell in a Cell e sendo forçado a entrar no Nexus                              |
| Momento "Oh Snap" Meltdown do Ano               | Edge e Christian                               | - Edge destruindo o computador do Gerente Geral do Raw - Big Show destruindo os objetos pessoais de Jack Swagger - Alberto Del Rio lesionando o braço de Rey Mysterio com uma cadeira - Batista se demitindo                                                                                            |
| Momento Knucklehead do Ano                      | JTG e William Regal                            | - Lay-Cool (Layla El e Michelle McCool) sendo atacadas por Mae Young - Big Show desmascarando um CM Punk careca - Beth Phoenix eliminando The Great Khali do Royal Rumble - Santino Marella sendo derrotado em um concurso de dança por Vladimir Kozlov                                                 |
| Fala "And I Quote ..." do Ano                   | Michael Cole                                   | - Michael Cole |
| WWE Diva do Ano                                 | N/A                                            | - Michelle McCool[b] |
| Momento do Ano                                  | Big Show                                       | - The Undertaker vs. Shawn Michaels na última luta de Michaels - Wade Barrett demitindo John Cena - Sheamus atacando Triple H - Chris Jericho vs. Edge no WrestleMania XXVI |
| Superstar do Ano[a]                             | Theodore Long                                  | - John Cena - Randy Orton - Edge - Rey Mysterio - Kane - The Miz |

- b Uma Battle Royal aconteceu no Raw para definir a Diva do Ano. Todas as Divas (excluindo Vickie Guerrero) participaram.

Eliminações da Battle Royal das Divas
Vermelho ██ e "Raw" indica uma Diva do Raw e azul ██ e "SD" indica uma Diva do SmackDown.
| Diva            | Programa  | Ordem de eliminação | Eliminada por   |
| --------------- | --------- | ------------------- | --------------- |
| Alicia Fox      | Raw       | 13                  | Natalya         |
| Beth Phoenix    | SmackDown | 11                  | Michelle McCool |
| Brie Bella      | Raw       | 6                   | Lay-Cool        |
| Eve Torres      | Raw       | 5                   | Alicia Fox      |
| Gail Kim        | Raw       | 12                  | Natalya         |
| Kaitlyn         | SmackDown | 1                   | Tamina          |
| Kelly Kelly     | SmackDown | 8                   | Layla           |
| Layla           | SmackDown | 10                  | Beth Phoenix    |
| Maryse          | Raw       | 7                   | Natalya         |
| Melina          | Raw       | 9                   | Beth Phoenix    |
| Michelle McCool | SmackDown | Vencedora           | N/A             |
| Natalya         | Raw       | 14                  | Michelle McCool |
| Nikki Bella     | Raw       | 4                   | Eve Torres      |
| Rosa Mendes     | SmackDown | 2                   | Tamina          |
| Tamina          | Raw       | 3                   | The Bella Twins |

## Resultados de 2011
| Categoria                                   | Apresentador                      | Resultados |
| ------------------------------------------- | --------------------------------- | --- |
| Maior Semelhança com um Muppet              | WWE.com                           | - Sheamus e Beaker |
| Prêmio Pee-wee Herman de Gravata-Borboleta  | WWE.com                           | - David Otunga |
| Resultado Mais Previsível do Ano            | WWE.com                           | - Kevin Nash aplicando uma Jacknife Powerbomb em Santino Marella |
| Retorno do Ano                              | WWE.com                           | - The Rock |
| Momento "Vendo Dobrado" do Ano              | WWE.com                           | - Sin Cara e Hunico |
| Camiseta do Ano                             | WWE.com                           | Camiseta "Best in the World" de CM Punk |
| Segmento Exclusivo do WWE.com do Ano        | WWE.com                           | - John Laurinaitis parabenizando CM Punk |
| Roupa Mais Lamentável do Ano                | WWE.com                           | - Michael Cole usando as roupas de Triple H |
| Momento Critter do Ano                      | WWE.com                           | - Rato passando atrás de Alberto Del Rio |
| Maior Transformação do Ano                  | WWE.com                           | - Zack Ryder |
| Momento "Me Diga Que Eu Não Vi Isso" do Ano | Booker T e Hornswoggle            | - Jim Ross dançando com Michael Cole - Santino Marella quase vence o Royal Rumble - R-Truth tendo água jogada em seu rosto por "Lil Jimmy" - The Miz fantasiado de The Rock                                                                           |
| Momento "Holy Bleep" do Ano                 | Mick Foley e Ted DiBiase          | - Sheamus aplicando uma powerbomb em Sin Cara em uma escada - Randy Orton aplicando um RKO em Christian nos degraus do ringue - Mark Henry e Big Show quebram o ringue no Vengeance - Evan Bourne aplicando um Shooting Star Press de uma escada      |
| "Pipe Bomb" do Ano                          | Road Dogg Jesse James             | - CM Punk |
| Divalicious Momento do Ano                  | Lita                              | - Natalya aplicando um sharpshooter duplo - Kelly Kelly ganhando o Divas Championship - Kharma atacando Michelle McCool - Beth Phoenix aplicando um Glam Slam em Eve das cordas                                                                       |
| Momento "OMG" do Ano                        | Santino Marella e The Bella Twins | - Triple H aplicando um Tombstone Piledriver em The Undertaker no WrestleMania XXVII - The Rock aplicando um Rock Bottom em John Cena no WrestleMania - Elenco da WWE abandonando Triple H - CM Punk ganhando o WWE Championship no Money in the Bank |
| Estrela Mais Comentada do Ano               | David Otunga e Tony Atlas         | - Cody Rhodes - Daniel Bryan - Dolph Ziggler - Zack Ryder |
| Mudança do Ano                              | Christian                         | - Vince McMahon sendo demitido por Triple H - Edge se aposentando - Kevin Nash retornando no SummerSlam - The Rock desafiando John Cena |
| Estrela Convidada do Ano                    | Vickie Guerrero e Goldust         | - Hugh Jackman - The Muppets - Snooki - Cee-Lo Green |
| Superstar do Ano[a]                         | Rey Mysterio                      | - Alberto Del Rio - CM Punk - John Cena - Mark Henry - The Miz - Randy Orton |

- a Foi determinada por votações online.

## Resultados de 2012
Em 10 de dezembro de 2012, a WWE anunciou que a premiação aconteceria durante o Raw de 17 de dezembro. Na mesma noite, foi anunciado que todos os vencedores seriam definidos por votação no WWE App e "WWE Active". 12 categorias foram de votação exclusiva do website da WWE, sendo revelados durante o pré-show do TLC: Tables, Ladders & Chairs.
| Categoria                                                                  | Apresentador                              | Resultados |
| -------------------------------------------------------------------------- | ----------------------------------------- | --- |
| Superstar do Ano                                                           | Ric Flair                                 | - Big Show - CM Punk - John Cena - Sheamus |
| Revelação do Ano                                                           | Sheamus                                   | - Antonio Cesaro - Brodus Clay - Damien Sandow - Ryback |
| Prêmio Trending Now (Hashtag do Ano)                                       | Zack Ryder e Layla                        | - "#FeedMeMore" - "#PeoplePower" - "#LittleJimmy" - "#WWWYKI" |
| Retorno do Ano                                                             | New Age Outlaws (Billy Gunn e Road Dogg)  | - Brock Lesnar retorna no Raw após o WrestleMania XXVIII - Chris Jericho retorna no Raw de 2 de janeiro - D-Generation X retorna no Raw 1000 - Jerry Lawler retorna depois de se recuperar do infarto sofrido no Raw de 10 de setembro |
| Beijo do Ano                                                               | Vickie Guerrero                           | - AJ e Daniel Bryan - AJ e Kane - AJ e CM Punk - AJ e John Cena |
| Momento "Me Diga Que Eu Não Vi Isso" do Ano (Momento Mais Chocante do Ano) | Booker T                                  | - Brad Maddox ataca Ryback - Sheamus derrota Daniel Bryan em 18 segundos no WrestleMania XXVIII - Kofi Kingston planta bananeira no Royal Rumble - The Rock é atacado por CM Punk |
| Momento LOL do Ano                                                         | Santino Marella e Tensai                  | - The Rock zombando de John Cena em Boston - Sessões de terapia de Team Hell No - Randy Orton jogando comida em Matt Striker e Ricardo Rodriguez - Vickie Guerrero dançando |
| Luta do Ano                                                                | Gene Okerlund, Jim Ross e Ricky Steamboat | - The Undertaker vs. Triple H em uma Hell in a Cell no WrestleMania XXVIII - Brock Lesnar vs. John Cena em uma luta sem desqualificação no Extreme Rules - Sheamus vs. Big Show no Hell in a Cell - The Rock vs. John Cena no WrestleMania XXVIII |
| Traição do Ano                                                             | Michael Cole e Josh Mathews               | - Daniel Bryan deixa AJ Lee - AJ Lee deixa Daniel Bryan - Eve aplica um golpe baixo em Zack Ryder - Big Show nocauteia John Cena no Over the Limit |
| Virada do Ano                                                              | Michael Cole e Josh Mathews               | - Justin Gabriel derrota Antonio Cesaro - Dolph Ziggler vence Money in the Bank - Santino Marella derrota Jack Swagger para conquistar o United States Championship - Daniel Bryan derrota Big Show e Mark Henry no Royal Rumble |
| Façanha de Força do Ano                                                    | Michael Cole e Josh Mathews               | - Sheamus aplica um White Noise em Big Show - Big Show nocauteia Sheamus no Hell in a Cell - Antonio Cesaro aplica um Neutralizer em Brodus Clay - Ryback aplica um Shell Shocked em Curt Hawkins e Tyler Reks ao mesmo tempo |
| Diva do Ano                                                                | Michael Cole e Josh Mathews               | - AJ Lee - Eve - Layla - Kaitlyn |
| Pelo Facial do Ano                                                         | Michael Cole e Josh Mathews               | - Daniel Bryan - Damien Sandow - Cody Rhodes - CM Punk |
| Grito da Torcida do Ano                                                    | Michael Cole e Josh Mathews               | - "Cody's Mustache!" - "Feed Me More!" - "Yes! Yes! Yes!" - "Hoeski!" |
| Programa do YouTube do Ano                                                 | Michael Cole e Josh Mathews               | - Santino's Foreign Exchange - WWE Download - Z! True Long Island Story - Are You Serious? |
| Vídeo Exclusivo do Ano                                                     | Michael Cole e Josh Mathews               | - Eve demite as Bella Twins online - Daniel Bryan explica o apelido de "Mr. Small-Package" - Jerry Lawler fala sobre seu ataque cardíaco - CM Punk e Paul Heyman falam do reinado de 365 dias de Punk como Campeão da WWE |
| Tuíte do Ano                                                               | Michael Cole e Josh Mathews               | - "Eu não tenho Instagram. Sou adulto." - Cody Rhodes - "Cara de bode é um insulto terrível. Meu rosto é praticamente perfeito em todos os sentidos. A partir de agora, exijo ser chamado Lindo Bryan." - Daniel Bryan - "Eu fiz aquilo por Andy Kaufman." - CM Punk - "Sim, aqui é The Great Khali. Estou pronto para tuitar para vocês." - The Great Khali |
| Melhor Embaixador de Mídia Social                                          | Michael Cole e Josh Mathews               | - Mike Tyson - The Muppets - Arnold Schwarzenegger - Charlie Sheen |
| Insulto do Ano                                                             | Michael Cole e Josh Mathews               | - CM Punk chama Daniel Bryan de "cara de bode" - Sheamus para Dolph Ziggler no alto de uma escada: "Veja, você finalmente realizou seu desejo. É mais alto que todos." - John Cena para Dolph Ziggler e Vickie Guerrero: "Você são opostos exatos. Uma adora comer nozes, o outro ainda está tentando achar as suas." - The Rock para John Cena: "Se John Cena tivesse liderado a Revolução Americana, hoje estaríamos jogando cricket, tomando chá e saudando a rainha." |
| Melhor Dançarino do Ano                                                    | Michael Cole e Josh Mathews               | - Brodus Clay - Rosa Mendes - R-Truth - The Great Khali |

## Resultados de 2013
Em 2 de dezembro de 2012, a WWE anunciou que a premiação aconteceria durante o Raw de 9 de dezembro. Na mesma noite, foi anunciado que todos os vencedores seriam definidos por votação no WWE App. Booker T e Jerry Lawler serão os anfitriões do evento. No WWE Main Event de 4 de dezembro, alguns dos apresentadores e indicados foram anunciados.
| Categoria                           | Apresentador                                           | Resultados |
| ----------------------------------- | ------------------------------------------------------ | --- |
| Superstar do Ano                    | Shawn Michaels                                         | - Brock Lesnar - CM Punk - Daniel Bryan - John Cena - Randy Orton |
| Luta do Ano                         | Bret Hart                                              | - CM Punk vs. The Undertaker no WrestleMania 29 - Cody Rhodes e Goldust vs. The Shield (Roman Reigns e Seth Rollins) - John Cena vs. The Rock no WrestleMania 29 - Triple H vs. Brock Lesnar no Extreme Rules                                     |
| Diva do Ano                         | Eve Torres                                             | - AJ Lee - Cameron e Naomi - The Bella Twins (Brie e Nikki) - Eva Marie - Kaitlyn - Natalya |
| Insulto do Ano                      | The Miz                                                | - AJ Lee fala sobre as Total Divas - Insultos de Zeb Colter - Paul Heyman fala sobre CM Punk - Stephanie McMahon insulta Big Show |
| Traição do Ano                      | The Shield (Roman Reigns, Dean Ambrose e Seth Rollins) | - A falsa aposentadoria de Mark Henry - Paul Heyman traindo CM Punk no Money in the Bank - Shawn Michaels atacando Daniel Bryan no Hell in a Cell - Triple H atacando Daniel Bryan no SummerSlam                                                  |
| Momento "LOL!" do Ano               | New Age Outlaws (Road Dogg e Billy Gunn)               | - The Great Khali e Jinder Mahal tentam encantar a cobra de Santino Marella - The Rock canta para Vickie Guerrero no 20° Aniversário do Raw - Titus O'Neil vomita em Michael Cole, JBL e Zeb Colter - Vickie Guerrero é demitida                  |
| Momento "This is Awesome" do Ano    | Christian                                              | - Big Show nocauteia Triple H - Daniel Bryan derrota Randy Orton no Night of Champions - Dolph Ziggler derrota Alberto Del Rio pelo World Heavyweight Championship - Kofi Kingston usa uma cadeira para retornar ao ringue no Royal Rumble        |
| Trending Now (Hashtag) do Ano       | Cody Rhodes e Goldust                                  | - #BelieveInTheShield - #BestForBusiness - #FollowTheBuzzards - #WeThePeople |
| Barba do Ano                        | Santino Marella                                        | - Damien Sandow - Daniel Bryan - The Wyatt Family (Bray Wyatt, Luke Harper e Erick Rowan) - Zeb Colter |
| Momento Extremo do Ano              | Mick Foley                                             | - CM Punk se vinga de Paul Heyman no Hell in a Cell - Ryback aplica um Spear em John Cena pela parede de LED no Extreme Rules - The Shield aplica uma powerbomb tripla em The Undertaker no SmackDown - The Wyatt Family ataca Kane no SummerSlam |
| Participação dos Fãs do Ano         | Prime Time Players (Darren Young e Titus O'Neil)       | - Fandango-ing - Yes! Yes! Yes! - Let's go Cena!/Cena sucks! - What's up? |
| Revelação do Ano                    | John Laurinaitis                                       | - Big E Langston - Fandango (com Summer Rae) - The Shield - The Wyatt Family |
| Prêmio "What a Maneuver!"           | WWE.com                                                | - Black Widow (AJ Lee) - Cesaro Swing (Antonio Cesaro) - Running knee strike (Daniel Bryan) - Spear (Roman Reigns) |
| Facção do Ano                       | WWE.com                                                | - 3MB - The Real Americans - The Shield - The Wyatt Family |
| "You Still Got It! (Melhor Retorno) | WWE.com                                                | - Bruno Sammartino - Chris Jericho - Goldust - Rob Van Dam - The Bella Twins (Nikki e Brie) |
| Casal do Ano                        | WWE.com                                                | - Daniel Bryan e Brie Bella - Fandango e Summer Rae - Jimmy Uso e Naomi - John Cena e Nikki Bella - Triple H e Stephanie McMahon - Tyson Kidd e Natalya                                                                                           |
| Dupla do Ano                        | WWE.com                                                | - Cody Rhodes e Goldust - Prime Time Players (Darren Young e Titus O'Neil) - The Real Americans (Antonio Cesaro e Jack Swagger) - The Shield (Seth Rollins e Roman Reigns) - The Usos (Jimmy e Jey)                                               |
| Demonstração de Força do Ano        | WWE.com                                                | - Antonio Cesaro gira The Great Khali - Mark Henry puxa dois caminhões - Ryback aplica um Shell Shock Mark Henry - The Shield aplica uma powerbomb tripla em Big Show                                                                             |
| "Say What?" Citação do Ano          | WWE.com                                                | - "Paul, diga algo estúpido." - Brock Lesnar - "Rise above THIS!" - Damien Sandow - "Uma estipulação: eu fico no córner dos meus garotos e serei seu "huckleberry" toda a noite." - Dusty Rhodes - A erupção do "Paulcano"                        |
| Melhores Movimentos de Dança        | WWE.com                                                | - Fandango - R-Truth - Summer Rae - The Funkadactyls (Cameron e Naomi) - The Great Khali - "Miz-co Inferno" |
| Webshow Favorito                    | WWE.com                                                | - WWE Inbox - 30-Second Fury - The JBL & Cole Show - WWE Top 10 |
| Melhor Plateia do Ano               | WWE.com                                                | - Raw após o WrestleMania 29 (East Rutherford, NJ) - WWE Payback (Chicago) - SummerSlam (Los Angeles) - Raw na Inglaterra (Londres, 22 de abril)                                                                                                  |
| Bordão do Ano                       | WWE.com                                                | - "YES! YES! YES!" - "That's What I Do" - "FAAAAAHHNNNN…DAAAAHHHHNNN…GO." - "Follow the Buzzards" - "We the People" - "Believe in The Shield" |

## Resultados de 2014
O evento aconteceu em 8 de dezembro de 2014, do Bon Secours Wellness Arena em Greenville, Carolina do Sul e foi apresentado por Seth Green.
| Categoria                                       | Apresentador                      | Resultados |
| ----------------------------------------------- | --------------------------------- | --- |
| Participação dos Fãs do Ano                     | WWE.com                           | - "You Sold Out" - "Nine Ninety-Nine" - "We the People" - "I'm Afraid I've Got Some Bad News" - "He's Got the Whole World in his Hands" |
| Momento "Vendo Dobrado" do Ano                  | WWE.com                           | - Seth Rollins trai a The Shield para se juntar a The Authority no Raw (2 de junho) - The Authority trai Randy Orton no Raw (3 de novembro) - Nikki Bella trai sua irmã Brie Bella no SummerSlam (17 de agosto) - Mark Henry trai Big Show no Raw (27 de outubro) |
| Animal do Ano                                   | WWE.com                           | - The Bunny - Mini Gator - El Torito - Grumpy Cat |
| Melhor Ator                                     | WWE.com                           | - The Rock - The Miz - Batista - Damien Mizdow |
| Tweet It! Melhor Twitter ou "Campeão Social"    | WWE.com                           | - @HEELZiggler - @JohnCena - @ZackRyder - @Ryback22 - @BellaTwins |
| Rivalidade do Ano                               | WWE.com                           | - Daniel Bryan vs. The Authority - The Shield (Dean Ambrose, Seth Rollins e Roman Reigns) vs. Evolution (Triple H, Randy Orton e Batista) - Brock Lesnar vs. John Cena - Rusev vs. Estados Unidos - Seth Rollins vs. Dean Ambrose |
| Melhor Convidado do Raw                         | WWE.com                           | - Hugh Jackman - Larry the Cable Guy - Jerry Springer - Kevin Hart - Betty White |
| Melhor Casal                                    | WWE.com                           | - Daniel Bryan e Brie Bella - Triple H e Stephanie McMahon - Jimmy Uso e Naomi - Tyson Kidd e Natalya |
| Facção do Ano                                   | WWE.com                           | - The Shield (Dean Ambrose, Seth Rollins e Roman Reigns) - The Authority - The Wyatt Family (Bray Wyatt, Luke Harper e Erick Rowan) - The Rosebuds |
| Superstar do NXT do Ano                         | WWE.com                           | - Sami Zayn - Adrian Neville - Tyler Breeze - The Ascension (Konnor e Viktor) |
| Momento Anti-Gravidade do Ano                   | WWE.com                           | - Seth Rollins se joga da sacada no Payback - Red Arrow de Adrian Neville - Dean Ambrose pula nos lumberjacks no SummerSlam - Kofi Kingston pula da barricada para o ringue evitando sua eliminação no Royal Rumble |
| “Me Diga que ele não disse isso” Insulto do Ano | Booker T e Renee Young (pré-show) | - The Rock insulta Rusev e Lana no Raw (6 de outubro)[a] - Nikki Bella diz a Brie Bella que ela desejava que Brie morresse no útero no Raw (25 de agosto) - Paul Heyman faz um rap sobre John Cena no Raw (11 de agosto) - Chris Jericho insulta a The Authority após a prisão de Stephanie McMahon no Raw (28 de julho) |
| Dupla do Ano                                    | Renee Young (pré-show)            | - The Usos (Jimmy e Jey Uso) - Goldust e Stardust - Los Matadores (Diego, Fernando e El Torito) - Slater Gator (Heath Slater, Titus O'Neil e Mini Gator) - The Miz e Damien Mizdow |
| Revelação do ANo                                | Renee Young (pré-show)            | - Dean Ambrose [b] - Rusev e Lana - Roman Reigns - Paige - Seth Rollins |
| Hashtag do Ano                                  | Renee Young (pré-show)            | - #RKOOuttaNowhere (Vines)[c] - #OccupyRaw (10 de março) - #MoscowMooseKnuckle (6 de outubro) - #EatSleepSuplexRepeat (18 de agosto) - #NineNinetyNine (WWE Network) |
| Momento "Isso é Incrível" do Ano                | Seth Green                        | - Sting estreia no Survivor Series[d] - O YES! Movement ocupa o Raw (10 de março) - Stephanie McMahon é presa no Raw (21 de julho) - Encontro de Hulk Hogan, The Rock e Steve Austin no WrestleMania XXX |
| Retorno surpresa do Ano                         | John Laurinaitis                  | - Ultimate Warrior retorna para a WWE para sua indução no WWE Hall of Fame, WrestleMania XXX e Raw (7 de abril) [e] - Hulk Hogan retorna para ser o apresentador do WrestleMania XXX no Raw (24 de fevereiro) - Batista retorna no Raw (20 de janeiro) - The Rock retorna e interrompe Rusev e Lana no Raw (6 de outubro) |
| Momento OMG! Chocante do Ano                    | Santino Marella                   | - Brock Lesnar derrota The Undertaker do WrestleMania XXX[f] - Seth Rollins trai a The Shield no Raw (2 de junho) - Coro de Bray Wyatt rodeia John Cena dentro de uma jaula de aço no Raw (28 de abril) - Nikki Bella trai Brie Bella no SummerSlam |
| Diva do Ano                                     | Jerry Lawler                      | - AJ Lee - Paige - Nikki Bella - Brie Bella |
| Momento LOL do Ano                              | Adam Rose                         | - Damien Mizdow como dublê de The Miz[g] - Mr. T agradece sua mãe em seu discurso de indução no WWE Hall of Fame - Vickie Guerrero joga Stephanie McMahon em uma piscina de pudim no Raw (23 de junho) - El Torito vs. Hornswoggle em uma luta WeeLC no Extreme Rules |
| Luta do Ano                                     | Ricky Steamboat                   | - Time Cena (John Cena, Dolph Ziggler, Big Show, Erick Rowan e Ryback) vs. Time Authority (Seth Rollins, Kane, Mark Henry, Rusev e Luke Harper) em uma luta survivor series 5-contra-5 de eliminação no Survivor Series - Daniel Bryan vs. Batista vs. Randy Orton em uma luta triple threat pelo WWE World Heavyweight Championship no WrestleMania XXX[h] - The Shield (Dean Ambrose, Seth Rollins e Roman Reigns) vs. Evolution (Triple H, Randy Orton e Batista) no Extreme Rules - John Cena vs. Bray Wyatt em uma luta last man standing no Payback |
| Momento Extremo do Ano                          | Rob Van Dam                       | - Chris Jericho aplica um cross-body em Bray Wyatt do topo da jaula no Raw (8 de setembro)[i] - Brock Lesnar aplica 16 German suplexes em John Cena no SummerSlam - Kane ataca Daniel Bryan com Tombstone Piledrivers no chão, degraus e mesa dos comentaristas no Raw (21 de abril) - Seth Rollins aplica curb stomps em Dean Ambrose encima de blocos de cimento no Raw (18 de agosto) |
| Superstar do Ano                                | Booker T                          | - Roman Reigns - Brock Lesnar - Dean Ambrose - John Cena - Seth Rollins - Daniel Bryan - Bray Wyatt |

- a Rusev roubou o prêmio.
- b Ambrose não pôde receber o prêimo devido a uma lesão no enredo.
- c Seth Rollins roubou o prêmio.
- d Seth Rollins roubou o prêmio.
- e Premiação póstuma.
- f Paul Heyman recebeu o prêmio.
- g The Miz recebeu o prêmio.
- h Dolph Ziggler recebeu o prêmio.
- i Fandango roubou o prêmio.

## Resultados de 2015
O evento aconteceu em 21 de dezembro de 2015, do Target Center em Minneapolis, Minnesota.
| Categoria                                               | Apresentador                        | Resultados |
| ------------------------------------------------------- | ----------------------------------- | --- |
| Dupla do Ano                                            | WWE.com                             | - The Usos (Jimmy Uso e Jey Uso) - The New Day (Big E, Kofi Kingston e Xavier Woods) - The Prime Time Players (Darren Young e Titus O'Neil) - Tyson Kidd e Cesaro - The Lucha Dragons (Kalisto e Sin Cara) |
| Melhor Desafio Aberto de John Cena                      | WWE.com                             | - vs. Cesaro no Raw (6 de julho) - vs. Dolph Ziggler no Raw (12 de outubro) - vs. Sami Zayn no Raw (4 de maio) - vs. Dean Ambrose no Raw (30 de março) - vs. Neville no Raw (11 de maio) |
| Hashtag do Ano                                          | WWE.com                             | - #SuplexCity - #GiveDivasAChance - #SaveTheTables - #AxelMania - #RKOOUTTANOWHERE |
| Momento Celebridade do Ano                              | WWE.com                             | - Stephen Amell pula em Stardust e King Barrett no SummerSlam[a] - O elenco de Entourage introduz Zack Ryder no Raw (25 de maio) - Machine Gun Kelly sofre um powerbomb de Kevin Owens no Raw (15 de junho) - Jon Stewart se envolve na luta de John Cena no SummerSlam - Wayne Rooney dá um tapa em King Barrett no Raw (9 de novembro) |
| Momento "Me diga que você não disse isso" do Ano        | WWE.com                             | - Brock Lesnar introduz o "Suplex City" no WrestleMania 31 - Dean Ambrose chama Seth Rollins de "Justin Bieber" no Raw (25 de maio) - Seth Rollins chama Johnny Manziel de "Johnny Idiot Face" no Raw (15 de junho) - Seth Rollins diz a Kane que ele só estava lá celebrando as conquistas da The Authority no WrestleMania no Raw (6 de abril) - Paige estrega a celebração do WWE Divas Championship de Charlotte no Raw (21 de setembro) |
| Rivalidade do Ano                                       | Booker T (pré-show)                 | - The Undertaker vs. Brock Lesnar[b] - Roman Reigns vs. Bray Wyatt - John Cena vs. Rusev - Team Bella (Nikki Bella, Brie Bella e Alicia Fox) vs. Team B.A.D. (Naomi, Tamina e Sasha Banks) vs. Team PCB (Paige, Charlotte e Becky Lynch) - Seth Rollins vs. Randy Orton |
| Melhor programa original do WWE Network                 | Corey Graves (pré-show)             | - Stone Cold Podcast[c] - Breaking Ground - Table for 3 - WWE 24 - Swerved |
| Momento Vendo Dobrado do Ano                            | Booker T (pré-show)                 | - Damien Mizdow elimina The Miz da Andre the Giant Memorial Battle Royal no WrestleMania 31 - Jon Stewart custa o WWE United States Championship de John Cena no SummerSlam - Randy Orton trai Seth Rollins no Raw (9 de março) - Paige ataca Charlotte e Becky Lynch no Raw (26 de outubro) - Stardust trai Goldust no Raw (16 de fevereiro) |
| Momento Extremo do Ano                                  | Corey Graves (pré-show)             | - Roman Reigns ataca Sheamus, Alberto Del Rio, Rusev e Triple H com cadeiras no TLC: Tables, Ladders & Chairs[d] - Brock Lesnar e The Undertaker lutam pela arena no Raw (20 de julho) - Luke Harper aplica um powerbomb em Dean Ambrose em uma escada do lado de fora do ringue no WrestleMania 31 - Seth Rollins quebra o nariz de John Cena no Raw (27 de julho) - Neville pula de uma escada em vários lutadores no SmackDown (11 de junho) |
| Revelação do Ano                                        | Dolph Ziggler                       | - Neville - Kevin Owens - Charlotte - Tyler Breeze - Braun Strowman |
| Momento LOL do Ano                                      | Santino Marella                     | - R-Truth se engana sobre sua participação na luta Money in the Bank e no quadrangular final no torneio pelo WWE World Heavyweight Championship no Raw e SmackDown (8 de junho e 19 de novembro)[e] - Edge e Christian trazem de volta o kazoo no Raw (7 de setembro) - Discurso de indução dos The Bushwhackers (Bushwhacker Butch e Bushwhacker Luke) no WWE Hall of Fame - Comercial de The Miz e Damien Mizdow sobre disfunção erétil no Raw (2 de março) - The New Day (Big E, Kofi Kingston e Xavier Woods) fazem Stephanie McMahon e Triple H dançarem no Raw (14 de setembro) |
| Momento OMG Chocante do Ano                             | Paul Heyman                         | - Kalisto aplica um Salida del Sol do topo de uma escada para outra escada em Jey Uso no TLC: Tables, Ladders & Chairs - Seth Rollins desconta o seu contrato do Money in the Bank durante a luta entre Brock Lesnar e Roman Reigns para ganhar o WWE World Heavyweight Championship no WrestleMania 31 - Fúria de Brock Lesnar a fim de obter sua revanche pelo WWE World Heavyweight Championship no Raw (30 de março) - The Wyatt Family (Bray Wyatt, Braun Strowman, Luke Harper e Erick Rowan) ataca The Undertaker após a sua luta Hell in a Cell contra Brock Lesnar no Hell in a Cell - Sheamus desconta o seu contrato do Money in the Bank contra Roman Reigns para vencer o WWE World Heavyweight Championship no Survivor Series |
| Superstar do Ano                                        | Stephanie McMahon                   | - Seth Rollins - Todos os lutadores do plantel principal estavam concorrendo |
| Prêmio O Herói em Todos Nós, apresentado pela Coca-Cola | Mark Henry                          | - John Cena[f] - Natalya - Roman Reigns - Big Show - Titus O'Neil |
| Retorno surpresa do Ano                                 | Bo Dallas (vestido como Papai Noel) | - Sting retorna, rouba a estátua de Seth Rollins e o ataca no Raw (24 de agosto)[g] - Chris Jericho se junta a Roman Reigns e Dean Ambrose no Night of Champions - The Dudley Boyz (Bubba Ray Dudley e D-Von Dudley) retornam a WWE no Raw (24 de agosto) - Alberto Del Rio e Zeb Colter retornam no Hell in a Cell - Demon Kane retorna e evita que Sheamus desconte seu contrato do Money in the Bank e ataca Seth Rollins no Night of Champions |
| Diva do Ano                                             | R-Truth                             | - Nikki Bella - Naomi - Paige - Sasha Banks - Charlotte |
| Momento "Isso é Incrível" do Ano                        | The Miz                             | - The Rock e Ronda Rousey atacam Triple H e Stephanie McMahon no WrestleMania 31[h] - Brock Lesnar destrói o Cadillac CTS da J&J Security (Jamie Noble e Joey Mercury) no Raw (6 de julho) - Randy Orton transforma um Curb Stomp de Seth Rollins em um RKO no WrestleMania 31 - A Divas Revolution começa no Raw (13 de julho) - The Shield (Dean Ambrose, Seth Rollins e Roman Reigns) se juntam brevemente para aplicar um triple powerbomb em Randy Orton em uma mesa no Payback |
| Luta do Ano                                             | Ric Flair                           | - Brock Lesnar vs. The Undertaker em uma luta Hell in a Cell no Hell in a Cell[i] - Brock Lesnar vs. John Cena vs. Seth Rollins em uma luta triple threat pelo WWE World Heavyweight Championship no Royal Rumble - Sting vs. Triple H no WrestleMania 31 - John Cena vs. Kevin Owens no Elimination Chamber - Roman Reigns vs. Dolph Ziggler vs. Alberto Del Rio vs. Kevin Owens em uma luta fatal 4-way para determinar o desafiante ao WWE World Heavyweight Championship no Raw (26 de outubro) |

- a Stardust roubou o prêmio.
- b Paul Heyman recebeu o prêmio.
- c Corey Graves recebeu o prêmio.
- d Corey Graves recebeu o prêmio.
- e Santino Marella roubou o prêmio.
- f Mark Henry recebeu o prêmio.
- g Bo Dallas recebeu o prêmio.
- h The Miz recebeu o prêmio.
- i Paul Heyman recebeu o prêmio.